# Listă de filme despre Războiul din Coreea
Aceasta este o listă de filme de lung metraj (cu excepția documentarelor) despre Războiul din Coreea. Acestea sunt bazate parțial sau în totalitate pe evenimente din Războiul din Coreea, aranjate alfabetic în funcție de țara de producție.

## Filme americane
- The Steel Helmet, 1951
- Fixed Bayonets!, 1951
- Korea Patrol, 1951
- I Want You, 1951
- Tokyo File 212, 1951
- Submarine Command, 1951
- Japanese War Bride, 1952
- Retreat, Hell!, 1952
- One Minute to Zero, 1952
- Battle Zone, 1952
- Flat Top, 1952
- Battle Circus, 1953
- Sabre Jet, 1953
- The Glory Brigade, 1953
- Take the High Ground!, 1953
- Cease Fire, 1953
- The Bamboo Prison, 1954
- Prisoner of War, 1954
- Dragonfly Squadron, 1954
- Men of the Fighting Lady, 1954
- The Bridges at Toko-Ri, 1954
- Love Is a Many-Splendored Thing, 1955
- The McConnell Story, 1955
- Target Zero, 1955
- Hold Back the Night, 1956
- The Rack, 1956
- Men in War, 1957
- Battle Hymn, 1957
- Sayonara, 1957
- Time Limit, 1957
- Tank Battalion, 1958
- The Hunters, 1958
- Pork Chop Hill, 1959
- All the Young Men, 1960
- Cry for Happy, 1961
- Marines, Let's Go, 1961
- Sniper's Ridge, 1961
- Candidatul manciurian (The Manchurian Candidate,  1962)
- The Nun and the Sergeant, 1962
- War Hunt, 1962
- The Hook, 1963
- War Is Hell, 1963
- The Young and The Brave, 1963
- Îngerul de fier (Iron Angel, 1964)
- Sergeant Ryker, 1968
- M*A*S*H, 1970
- The Reluctant Heroes, film TV, 1971
- MacArthur, 1977
- Inchon 1981
- Turnee cu peripeții (For The Boys, 1991)

## Filme britanice
- A Hill in Korea, 1956

## Filme chinezești
- Battle on Shangganling Mountain (上甘岭), 1956
- Power Fighter in Vast Sky, 1976
- Assembly, 2005
- My War, 2016
- Jin Gang Chuan (The Sacrifice, 2020)

## Filme coreene
Sud coreene
- Piagol (피아골), 1955
- Five Marines (오인의 해병), 1961
- The Marines Who Never Returned (돌아오지 않는 해병), 1963
- Red Scarf (빨간 마후라), 1963
- Flame in the Valley (산불), 1967
- Soldiers Without Fault (죄없는 병사들), 1989
- Nambugun (남부군), 1990
- Silver Stallion (은마는 오지 않는다), 1991
- Spring in My Hometown (아름다운 시절), 1998
- The Last Witness (흑수선), 2001
- Taegukgi: The Brotherhood of War (태극기 휘날리며), 2004
- Welcome to Dongmakgol (웰컴 투 동막골), 2005
- A Little Pond ( 작은 연못), 2009
- 71: Into the Fire (포화 속으로), 2010
- In Love and War (적과의 동침), 2011
- The Front Line (고지전), 2011
- Ode to My Father (국제시장), 2014
- Northern Limit Line (연평해전), 2015
- The Long Way Home (서부전선), 2015
- Operation Chromite (인천상륙작전), 2016
- Swing Kids (스윙키즈), 2018
- The Battle of Jangsari (장사리: 잊혀진 영웅들), 2019

Nord coreene
- Unsung Heroes (1978-1981)
- Wolmi Island (1982)
- From 5 p.m. to 5 a.m. (1990)

## Filme olandeze
- Field of honour (Het veld van eer), 1986 (coproducție cu Coreea de Sud)